# Naples (Nowy Jork)
Naples – miasto w Stanach Zjednoczonych, w stanie Nowy Jork, w hrabstwie Ontario.